# Марк Антоній Фелікс
Марк Антоній Фелікс (*Marcus Antonius Felix, 10/12 — після 62) — прокуратор Юдеї з 52 до 59 року.

## Життєпис
Був греком за походженням. Згідно Тациту вів рід від царів Аркадії. Був рабом Антонії Молодшої. Завдяки клопотанням брата Палласа отримав волю, ставши вільновідпущенником.
Фелікс розпочав службу при Вентідії Кумані у Самарії, де вирішував питання зіткнень між юдеями та самаритянами, потім очолював ауксіляріїв. Впливовість Палласа при дворі імператора Клавдія сприяла призначенню Фелікса на посаду прокуратора у 52 році. Жорстокість і розбещеність Фелікса, а також хабарництво, призвели до різкого збільшення злочинів в Юдеї. Щоб боротися з зелотами, він підтримав ще більш радикальну секту — сикаріїв («людей кинджала»), з чиєю допомогою він спланував вбивство первосвященика Іонатана у 56 році. Період його урядування відзначено внутрішньою ворожнечею і заворушеннями, які жорстоко придушувались. У нього були добрі стосунки з жидівською знаттю. Також наказав схопити й стратити лжепророка на ім'я Єгиптянин.
Відносини ж з громадою були проблемними і погіршувалися, ведучи до першого повстання в Юдеї. Його роль в релігійних подіях того часу неоднозначна. У 58 році за його вказівкою був заарештований апостол Павло, якого ув'язненили в Кесарії. Але рішення про його долю він залишив наступному прокуратору Фесту.
Під час своєї каденції карбував різні монети, що поєднували юдейську та римську тематику — пальмову гілку, римські щити і списи. На монетах зустрічаються імена імператора Клавдія, його дружини Юлії Агрипини, Нерона і молодшого сина Клавдія — Британіка.
Після повернення в Рим Фелікс був звинувачений у тому, що використовував в своїх інтересах ворожнечу між євреями і греками Кесарії, щоб знищувати та грабувати жителів, але завдяки заступництву його брата Палласа уникнув покарання.

## Родина
1. Дружина — Друзілла, донька Птолемея, царя Мавретанії
дітей не було
2. Дружина — Друзілла, донька Ірода Агріппи I, царя Юдеї
Діти:
- Марк Антоній Агріппа (д/н-79)
- Антонія Клементіна

3. Дружина — (ім'я не відоме)